# Dylan McDermott

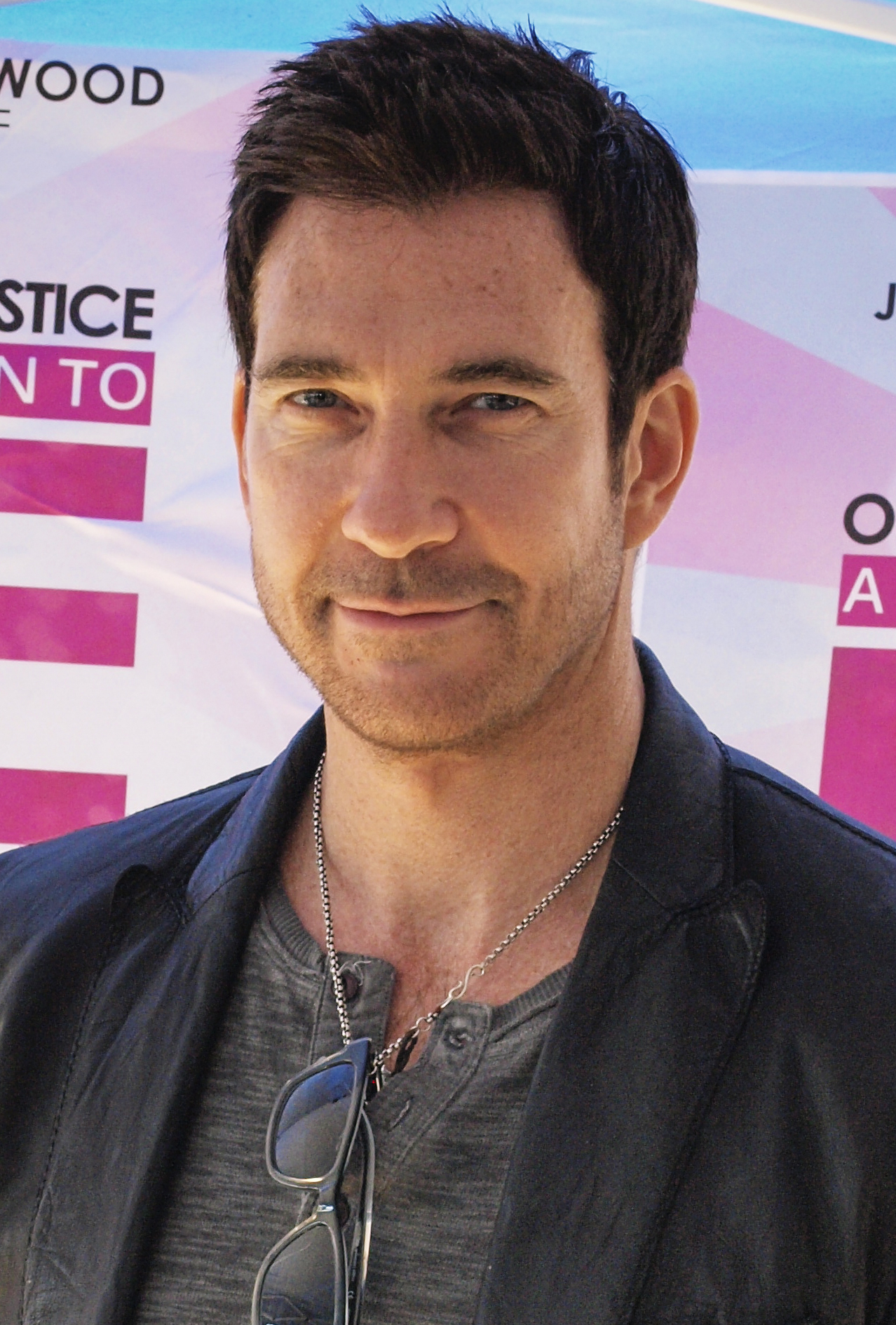
Dylan McDermott (2014)

Dylan McDermott, eigentlich Mark McDermott, (* 26. Oktober 1961 in Waterbury, Connecticut) ist ein US-amerikanischer Schauspieler.

## Leben
Dylan McDermotts Eltern, Diane und Richard McDermott, waren zum Zeitpunkt seiner Geburt erst 15 und 17 Jahre alt. 1967 starb seine Mutter Diane unter ungeklärten Umständen an einer Schussverletzung. Der Fall wurde als Suizid eingestuft. McDermott und seine Schwester wuchsen fortan bei ihrer Großmutter Avis Marino auf. 1976 wurde er von der dritten Ehefrau seines Vaters, der Schauspielerin und Theaterautorin Eve Ensler, Autorin der Vagina-Monologe, adoptiert.
Dylan McDermott absolvierte die Fordham University. Neben seinen zahlreichen Filmauftritten übernahm er eine Hauptrolle in den Fernsehserien Practice – Die Anwälte (1997–2003), Dark Blue (2009–2010), American Horror Story (2011), Hostages (2013–2014) und Stalker (2014–2015).
Dylan McDermott war von 1995 bis September 2007 mit der Schauspielerin Shiva Rose McDermott verheiratet, mit der er zwei Töchter hat. 1998 stand sein Name auf der Liste The 50 Most Beautiful People in the World der Zeitschrift People.

## Filmografie (Auswahl)
- 1987: Hamburger Hill
- 1989: Magnolien aus Stahl (Steel Magnolias)
- 1990: M.A.R.K. 13 – Hardware (Hardware)
- 1992: Sleeping Dogs – Tagebuch eines Mörders (Where Sleeping Dogs Lie)
- 1992: Geschichten aus der Gruft (Tales of the Crypt, Fernsehserie, Episode 4x02)
- 1992: Agoraphobia – Die Angst im Kopf (The Fear Inside, Fernsehfilm)
- 1993: In the Line of Fire – Die zweite Chance (In the Line of Fire)
- 1993: Jersey Girl
- 1994: Machen wir’s wie Cowboys (The Cowboy Way)
- 1994: Das Wunder von Manhattan (Miracle on 34th Street)
- 1995: Familienfest und andere Schwierigkeiten (Home for the Holidays)
- 1997: Zwei Singles in L.A. (Til There Was You)
- 1997–2003: Practice – Die Anwälte (The Practice, Fernsehserie)
- 1998: Ally McBeal (Fernsehserie, 2 Episoden)
- 1999: Ein Date zu dritt (Three to Tango)
- 2001: Texas Rangers
- 2003: Party Monster
- 2003: Das Urteil – Jeder ist käuflich (Runaway Jury)
- 2003: Wonderland
- 2005: Edison
- 2005: Die Hüterin der Gewürze (The Mistress of Spices)
- 2005: The Tenants
- 2007: Have Dreams, Will Travel
- 2007: The Messengers
- 2009: Mercy
- 2009–2010: Dark Blue (Fernsehserie)
- 2011–2019: American Horror Story (Fernsehserie, 21 Episoden)
- 2012: Nobody Walks
- 2012: Die Qual der Wahl (The Campaign)
- 2012: Vielleicht lieber morgen (The Perks of Being a Wallflower)
- 2013: Olympus Has Fallen – Die Welt in Gefahr (Olympus Has Fallen)
- 2013–2014: Hostages (Fernsehserie, 15 Episoden)
- 2014: Freezer – Rache eiskalt serviert (Freezer)
- 2014: Behaving Badly – Brav sein war gestern (Behaving Badly)
- 2014: Mercy – Der Teufel kennt keine Gnade (Mercy)
- 2014: Automata (Autómata)
- 2014–2015: Stalker (Fernsehserie, 20 Episoden)
- 2015: Survivor
- 2017: Love is Blind – Auf den zweiten Blick (Blind)
- 2018: Josie – Sie umgibt ein dunkles Geheimnis (Josie)
- 2018: The Clovehitch Killer
- 2019: The Politician (Fernsehserie, 3 Episoden)
- 2020: Hollywood (Fernsehserie, 7 Episoden)
- 2021: King Richard
- 2021: American Horror Stories (Fernsehserie, Episode 1x07)
- 2021: Law & Order: Special Victims Unit (Fernsehserie, Episode 23x09)
- 2021–2022: Law & Order: Organized Crime (Fernsehserie, 15 Episoden)
- 2022–2025: FBI: Most Wanted (Fernsehserie)
- 2023: FBI (Fernsehserie, 1 Episode)